# Grankrös
Grankrös (Craterocolla insignis) är en svampart som tillhör divisionen basidiesvampar, och som först beskrevs av Petter Adolf Karsten, och fick sitt nu gällande namn av Julius Oscar Brefeld. Grankrös ingår i släktet Craterocolla, och familjen Exidiaceae. Arten är reproducerande i Sverige.